# گال (سرزمین)

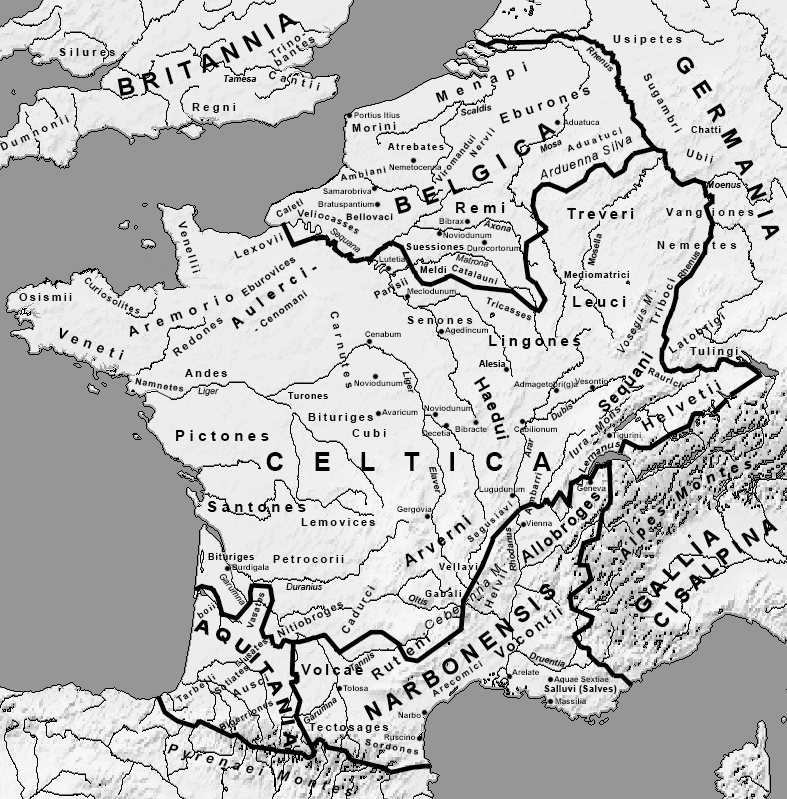
سرزمین گل روم (فرانسه) چنان‌که در تصویر دیده می‌شود به پنج قسمت تقسیم می‌شد: سلتیکا، آکوئیتانیا، بلژیکا (که در مجموع به این سه گالیا کوماتا می‌گفتند)، گالیا کیسالپینا، و گل ناربونی.

گالیا یا گال (به لاتین: Gallia)، (به یونانی: گالانیا) منطقه‌ای در غرب اروپا است که امروزه فرانسه، بلژیک، غرب سوئیس و بخش‌هایی از هلند و آلمان (کرانه غربی رود راین) در آن قرار دارند.
گاهی گل به اقوام سلت گفته می‌شود، که در زمان‌های بسیار دور در این منطقه زندگی می‌کردند. گل‌ها در زمان قدرت روم در سطح اروپا پراکنده بودند و به زبان گالی سخن می‌گفتند. به علاوهٔ گل‌هایی که در سرزمین فرانسه زندگی می‌کردند قوم دیگری به نام لپونتی وجود داشت که در سرزمین‌های شمالی ایتالیا مسکن داشتند. قوم دیگری به نام هلوتی‌ها نیز در شمال رشته کوه آلپ در رائتیا وجود داشت. بر طبق آنچه ژولیوس سزار در ابتدای کتاب خود گفته، گل به سه بخش تقسیم می‌شد: گالیا آکویتانیا، گالیا لوگدوننسیس یا گالیا سلتیکا، و گالیا بلجیکا.
در طول سده‌های دوم و اول پیش از میلاد، گل تحت تسلط جمهوری روم درآمد: گالیا کیسالپینا در ۲۰۳ پیش از میلاد در خلال دومین جنگ کارتاژ تصرف شد، و گالیا ناربوننسیس نیز در ۱۲۳ ق.م. گل پس از ۱۲۰ ق. م مورد هجوم کیمبری‌ها و توتون‌ها واقع شد (جنگ‌های کیمبری)، کسانی‌که بالاخره در ۱۰۳ ق. م از رومیانی که توسط گایوس ماریوس هدایت می‌شدند شکست خوردند. ژولیوس سزار سرانجام بقیه قسمت‌های گل را در جنگ‌های گالی‌اش که از ۵۸ تا ۵۱ ق. م به طول انجامیدند، فتح کرد و گالیا سلتیکا، گالیا بلجیکا، و گالیا آکویتانیا را با عنوان گالیا ترانس‌آلپینا به‌صورت یکی از استان‌های روم درآورد.

## وجه تسمیه
نام‌های یونانی و لاتین گالاتیا (که برای اولین بار توسط تیمائوس تاورومنیومی در قرن چهارم پیش از میلاد ثبت شده است) و گالیا در نهایت از یک اصطلاح قومی یا قبیله‌ای سلتی به نام گال(ا)-تو- مشتق شده‌اند. گزارش شده است که گالی‌های گالیا سلتیکا توسط سزار خود را سلتی می‌نامیدند. ریشه‌شناسی هلنیستی نام گالاتی‌ها (Γαλάται، گالاتای) را به پوست ظاهراً "سفید شیری" (γάλα، گالا به معنای "شیر") گال‌ها مرتبط می‌دانست. پژوهشگران مدرن می‌گویند که این نام با واژه ولزی gallu و کورنیش galloes به معنای "توانایی، قدرت" مرتبط است و بنابراین به معنای "مردم قدرتمند" است.
با وجود شباهت ظاهری، ترجمه انگلیسی رایج گالیا از قرون وسطی، یعنی Gaul، منشأ متفاوتی از اصطلاح لاتین دارد. این واژه از کلمه فرانسوی Gaule گرفته شده است که خود از فرانکیش باستان *Walholant (از طریق شکل لاتین‌شده *Walula) مشتق شده و به معنای واقعی کلمه "سرزمین خارجی‌ها/رومی‌ها" است. *Walho- بازتابی از پروتو-ژرمنیک *walhaz به معنای "خارجی، فرد رومی‌شده" است، یک نام بیرونی که توسط گویشوران ژرمنی به طور یکسان برای سلتی‌ها و افراد لاتین‌زبان به کار می‌رفت. این واژه با نام‌های Wales، Cornwall، Wallonia و Wallachia هم‌ریشه است. حرف w ژرمنی به طور منظم در فرانسوی به gu- / g- تبدیل می‌شود (مقایسه کنید guerre "جنگ"، garder "نگهبانی کردن"، Guillaume "ویلیام") و مصوت مرکب تاریخی au نتیجه معمول al قبل از یک صامت بعدی است (مقایسه کنید cheval ~ chevaux). کلمات فرانسوی Gaule یا Gaulle نمی‌توانند از لاتین Gallia مشتق شده باشند، زیرا g قبل از a به j تبدیل می‌شود (مقایسه کنید gamba > jambe)، و مصوت مرکب au بی‌توضیح باقی می‌ماند؛ نتیجه معمول لاتین Gallia در فرانسوی Jaille است که در چندین نام مکان غربی یافت می‌شود، مانند La Jaille-Yvon و Saint-Mars-la-Jaille. پروتو-ژرمنیک *walha در نهایت از نام ولکای مشتق شده است.
همچنین، با وجود شباهت ظاهری، نام Gael نیز بی‌ارتباط است. کلمه ایرلندی gall در اصل به معنای "یک گال"، یعنی ساکن گالیا بود، اما معنای آن بعداً به "خارجی" گسترش یافت تا وایکینگ‌ها و بعداً نورمن‌ها را توصیف کند. کلمات متضاد gael و gall گاهی اوقات برای ایجاد تضاد با یکدیگر استفاده می‌شوند، به عنوان مثال در کتاب قرن دوازدهمی Cogad Gáedel re Gallaib.
به عنوان صفت، انگلیسی دو شکل مختلف دارد: Gaulish و Gallic. این دو صفت به طور مترادف و به معنای "مربوط به گال یا گال‌ها" استفاده می‌شوند، اگرچه گروه زبان سلتی که زمانی در گال صحبت می‌شد، عمدتاً به عنوان Gaulish شناخته می‌شود.

## تاریخچه
اطلاعات مکتوب اندکی در مورد مردمانی که در مناطق گال ساکن بودند وجود دارد، جز آنچه که می‌توان از سکه‌ها به دست آورد. بنابراین، تاریخ اولیه گال‌ها عمدتاً موضوع باستان‌شناسی است و روابط بین فرهنگ مادی، روابط ژنتیکی (که مطالعه آن در سال‌های اخیر از طریق حوزه باستان‌ژنتیک تسهیل شده است) و تقسیمات زبانی آن‌ها به ندرت با هم مطابقت دارند.
پیش از گسترش سریع فرهنگ لاتن در قرون 5 تا 4 پیش از میلاد، قلمرو شرق و جنوب فرانسه در فرهنگ عصر برنز پایانی اورنفیلد (حدود 12 تا 8 قرن پیش از میلاد) شرکت داشت که از آن فرهنگ آهن‌کاری اولیه هالشتات (قرن 7 تا 6 پیش از میلاد) توسعه یافت. تا سال 500 پیش از میلاد، نفوذ قوی هالشتات در بیشتر مناطق فرانسه (به جز آلپ و شمال غربی دور) وجود دارد.
از این پس‌زمینه هالشتات، فرهنگ لاتن در طول قرون 7 و 6 پیش از میلاد پدید آمد، که احتمالاً نشان‌دهنده شکل اولیه فرهنگ سلتی قاره‌ای و احتمالاً تحت تأثیر مدیترانه‌ای از تمدن‌های یونانی، فنیقی و اتروسکی بوده است. این فرهنگ در امتداد رودهای سن، راین میانی و البه علیا گسترش یافت. تا اواخر قرن 5 پیش از میلاد، نفوذ لاتن به سرعت در سراسر قلمرو گال گسترش یافت. فرهنگ لاتن در طول عصر آهن پایانی (از 450 پیش از میلاد تا فتح روم در قرن 1 پیش از میلاد) نه تنها در فرانسه بلکه در مناطق سوئیس، شمال ایتالیا، اتریش، جنوب آلمان، بوهم، موراوی، اسلواکی و مجارستان نیز توسعه یافت و شکوفا شد. یک مطالعه مهم باستان‌ژنتیک نشان داد که در دوره برنز، در طی دوره 500 ساله از 1300 تا 800 پیش از میلاد، مهاجرتی به جنوب بریتانیا صورت گرفته است. این تازه واردان از نظر ژنتیکی بیشترین قرابت را با افراد باستانی اهل گال داشتند. نویسندگان این را "بردار محتمل برای گسترش زبان‌های سلتی اولیه به بریتانیا" توصیف می‌کنند.
منبع اصلی اطلاعات اولیه در مورد سلتی‌های گال، پوزیدونیوس آپامه‌ای است که نوشته‌هایش توسط تیماگنس، ژولیوس سزار، دیودور سیسیلی، مورخ یونانی، و استرابون، جغرافی‌دان یونانی، نقل شده است. در قرن 4 و اوایل قرن 3 پیش از میلاد، کنفدراسیون‌های قبیله‌ای گال بسیار فراتر از قلمرو آنچه که بعدها گال روم نامیده شد (که امروزه کاربرد اصطلاح "گال" را تعریف می‌کند)، به پانونی، ایلیریا، شمال ایتالیا، ترانسیلوانیا و حتی آسیای صغیر گسترش یافتند. در قرن 2 پیش از میلاد، رومی‌ها گالیا ترانسالپینا را از گالیا سیسالپینا متمایز می‌کردند. ژولیوس سزار در جنگ‌های گالی خود، سه گروه قومی در گال را متمایز می‌کند: بلژها در شمال (تقریباً بین رودهای راین و سن)، سلتی‌ها در مرکز و در آرموریکا، و آکیتانی‌ها در جنوب غربی، در حالی که جنوب شرقی قبلاً توسط رومی‌ها مستعمره شده بود. در حالی که برخی از محققان بر این باورند که بلژهای شمال رودخانه سم ترکیبی از عناصر سلتی و ژرمنی بودند، وابستگی‌های قومی آن‌ها به طور قطعی مشخص نشده است.
علاوه بر گال‌ها، اقوام دیگری نیز در گال زندگی می‌کردند، مانند یونانی‌ها و فنیقی‌ها که پایگاه‌هایی مانند ماسالیا (مارسی امروزی) در امتداد سواحل مدیترانه ایجاد کرده بودند. همچنین، در امتداد سواحل مدیترانه‌ای جنوب شرقی فرانسه، لیگورها با سلتی‌ها ادغام شده و فرهنگ سلتولیگوری را تشکیل داده بودند.

## نگارخانه

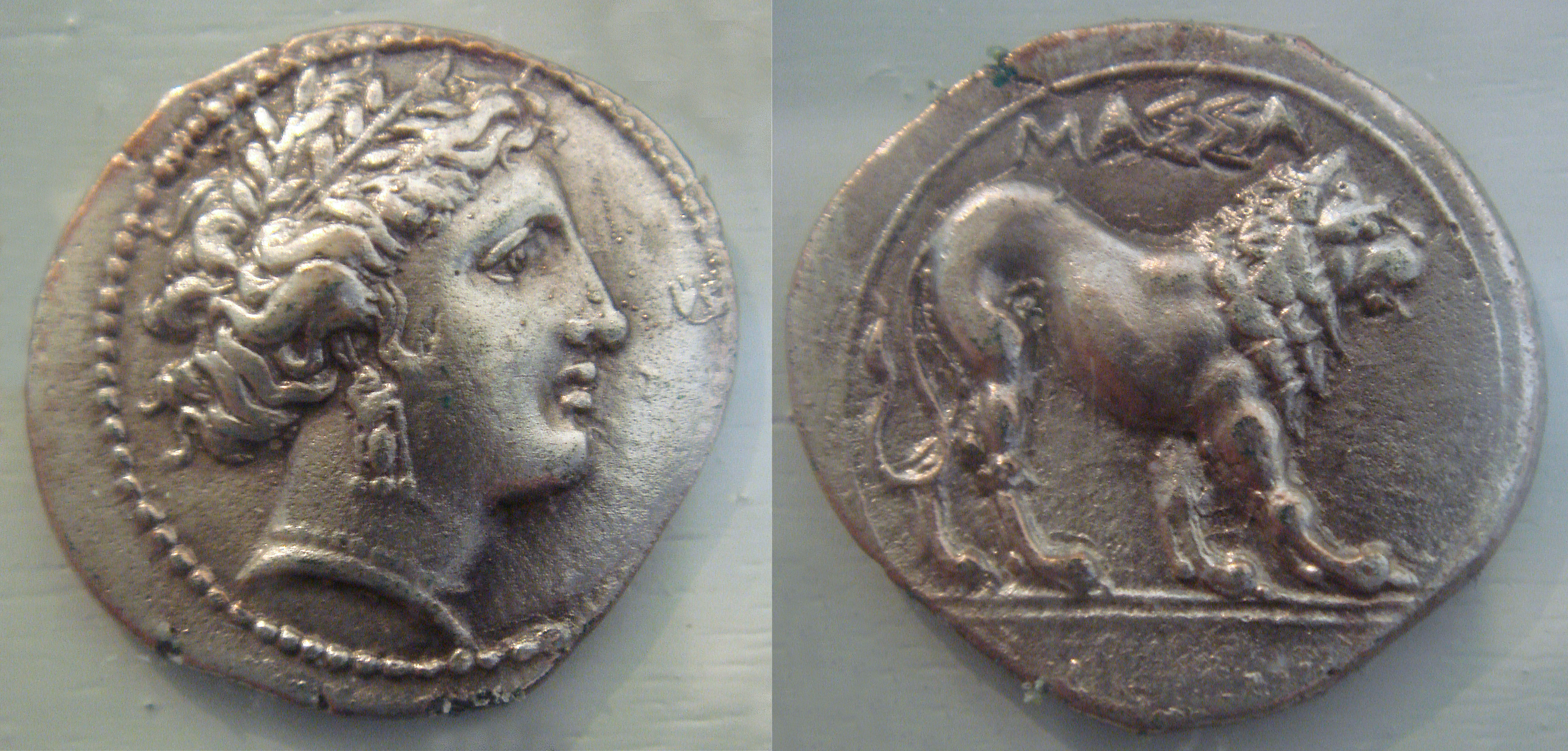
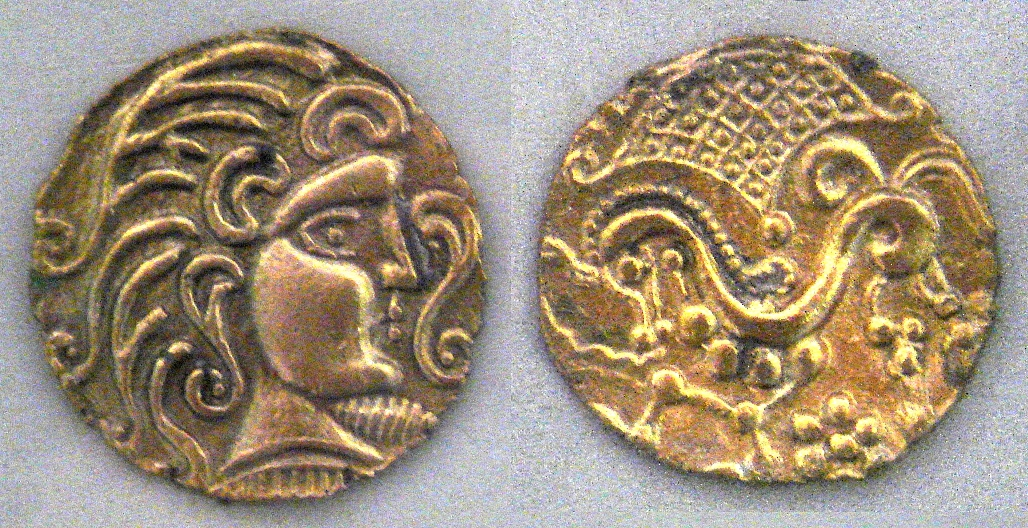
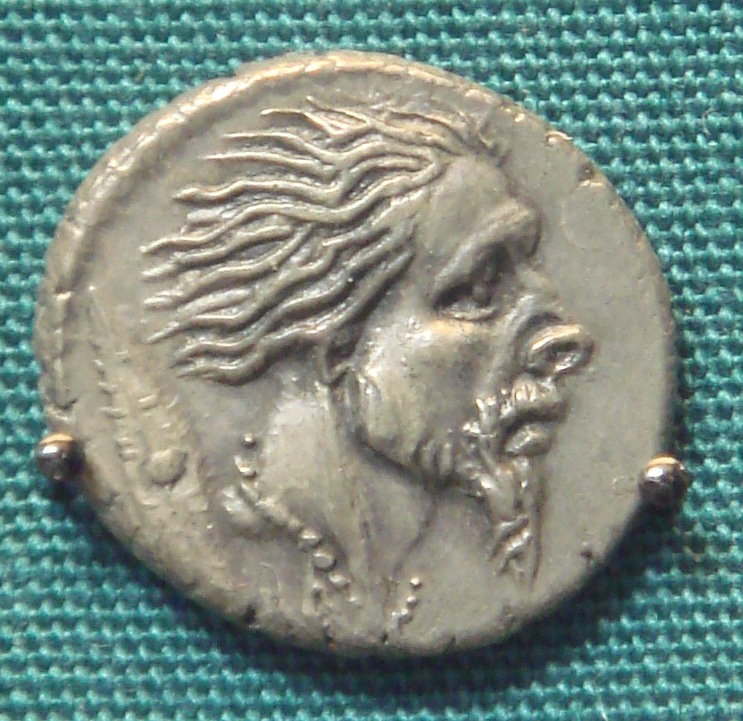